# Ą̈́
Ą̈́ (minuscule : ą̈́), appelé A tréma accent aigu ogonek, est une lettre latine utilisé en en tewa, en tutchone du Nord et qui a été utilisée dans l’écriture du tutchone du Sud.
Il s’agit de la lettre A diacritée d’un tréma, d’un accent aigu et d’un ogonek.

## Utilisation

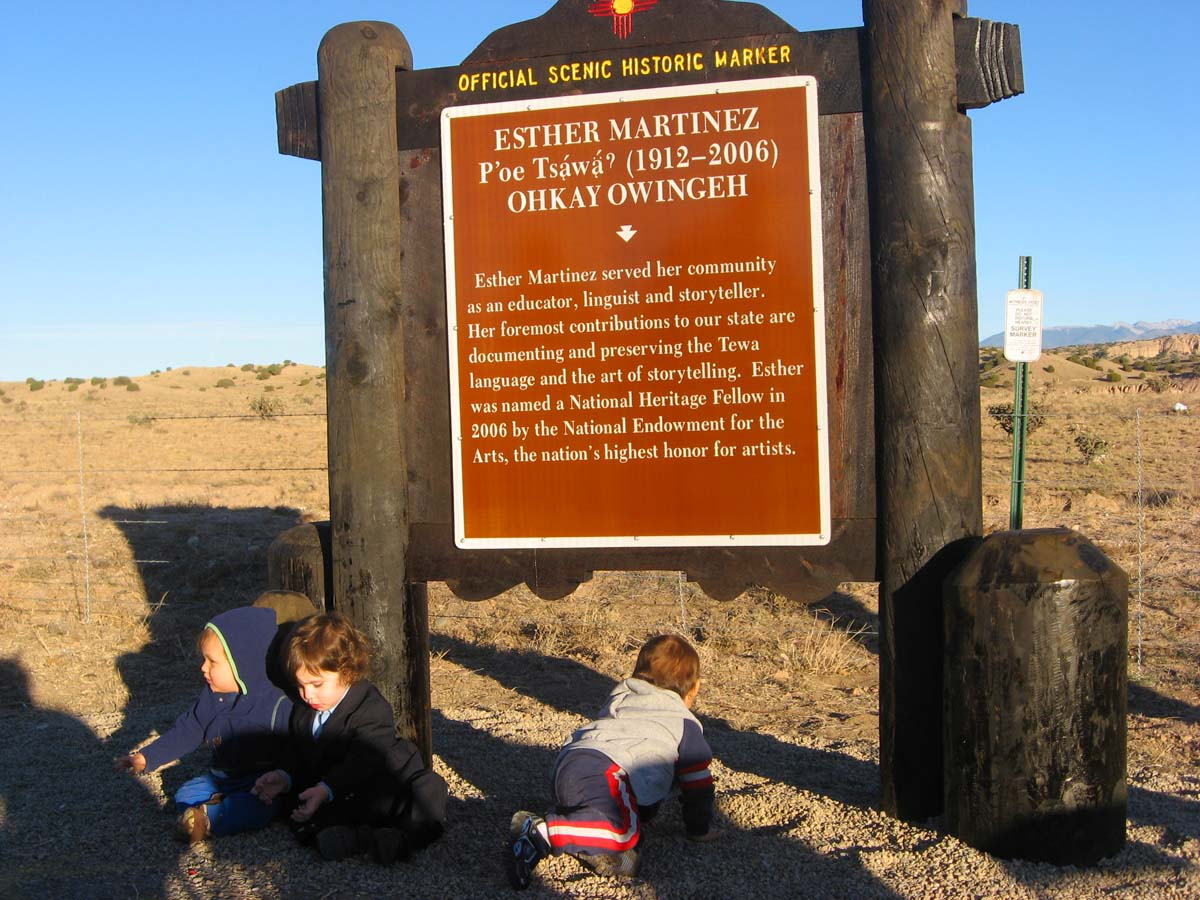
Panneau commémoratif d’Esther Martinez, P’oe Tsą́wą̈́ en tewa.

En tewa, ‹ ą̈́ › est par exemple utilisé dans le nom d’Esther Martinez (en),  ‹ P’oe Tsą́wą̈́ ›, « Eau Bleue ».
En tutchone du Nord, ‹ ą̈́ › est utilisé pour une voyelle ‹ ä › nasalisée avec un ton haut.
En tutchone du Sud, ‹ ą̈́ › a été utilisé pour une voyelle ‹ ä › nasalisée avec un ton montant. Elle est maintenant écrite avec un caron plutôt qu’un accent aigu : ‹ ą̈̌ ›.

## Représentations informatiques
Le A tréma accent aigu ogonek peut être représenté avec les caractères Unicode suivants : 
- composé et normalisé NFC (latin étendu A, diacritiques) :

| formes    | représentations | chaînes de caractères | points de code       | descriptions                                                               |
| --------- | --------------- | --------------------- | -------------------- | -------------------------------------------------------------------------- |
| capitale  | Ą̈́               | Ą◌̈◌́                   | U+0104 U+0308 U+0301 | lettre majuscule latine a ogonek diacritique tréma diacritique accent aigu |
| minuscule | ą̈́               | ą◌̈◌́                   | U+0105 U+0308 U+0301 | lettre minuscule latine a ogonek diacritique tréma diacritique accent aigu |

- décomposé et normalisé NFD (latin de base, diacritiques) :

| formes    | représentations | chaînes de caractères | points de code              | descriptions                                                                           |
| --------- | --------------- | --------------------- | --------------------------- | -------------------------------------------------------------------------------------- |
| capitale  | Ą̈́               | A◌̨◌̈◌́                  | U+0041 U+0328 U+0308 U+0301 | lettre majuscule latine a diacritique ogonek diacritique tréma diacritique accent aigu |
| minuscule | ą̈́               | a◌̨◌̈◌́                  | U+0061 U+0328 U+0308 U+0301 | lettre minuscule latine a diacritique ogonek diacritique tréma diacritique accent aigu |